# 杏仁

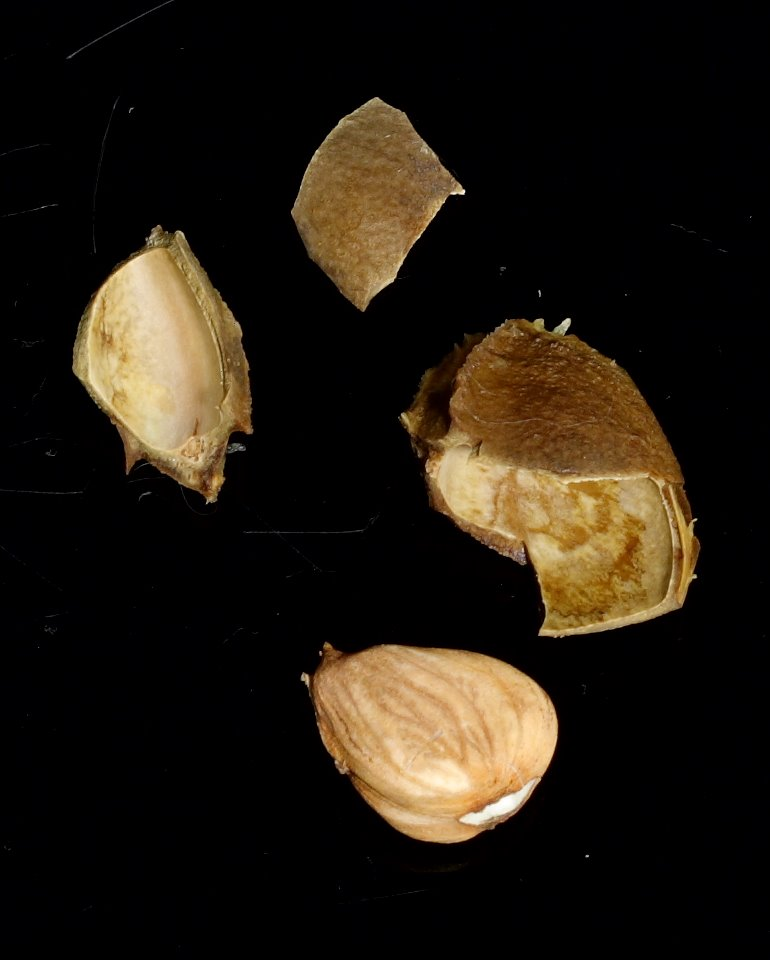
杏仁として使用されるのは仁（画像下）の部分である。

杏仁（きょうにん、あんにん）は、アンズの種子の中にある仁（）を取り出して乾燥させたもの。長さは11 - 15ミリメートルで、形状は扁平の先の尖った卵円形である。基部は左右対称ではない。

## 漢方
生薬としての杏仁は、アンズの熟した果実から核を取り出し、風通しの良い場所で陰干しし、さらに種子を取り出して日干ししたものである。日本薬局方ではホンアンズとアンズを原植物としている。
漢方では鎮咳剤として多く用いられており、茯苓杏仁甘草湯や麻杏甘石湯などに配合される。また、杏仁油や杏仁水の原料となる。
杏仁は中国の本草書『名医別録』では「杏核人」、『薬性論』では「杏人」と書かれている。日本の『延喜式』では「杏仁」の名で、山城国、摂津国、甲斐国、信濃国から十七斗二升の進貢があったと記されている。
古くからバラ科植物の仁は生薬や食用に利用され、杏仁（アンズ）のほか、桃仁（モモ）、梅仁（ウメ）、アーモンドなどがある。
なおバラ科植物の仁の区別は、アーモンドなどを除ききわめて難解である。『本草辨疑』には桃仁は見分けやすいが、杏仁と梅仁はよく似ているため、杏仁と梅仁が混じって売られていることがあると記されている。現実の生薬市場では、『本草辨疑』で見分けやすいとされている桃仁にも杏仁が混入している場合がある。